# Isneauville
Isneauville település Franciaországban, Seine-Maritime megyében. Lakosainak száma 3713 fő (2022. január 1.). Isneauville Quincampoix, Bois-Guillaume, Fontaine-sous-Préaux, Houppeville és Saint-Martin-du-Vivier községekkel határos.

## Népesség
A település népességének változása:
| Lakosok száma | 2603 | 2792 | 2942 | 3158 | 3315 | 3546 | 3601 | 3657 | 3713 |
|               | 2013 | 2015 | 2016 | 2017 | 2018 | 2019 | 2020 | 2021 | 2022 |